# HMS Edgar (1779)
HMS Edgar (1779) — 74-пушечный линейный корабль третьего ранга. Третий корабль Королевского флота, названный в честь представителя англосаксонского королевского дома Англии.

## Постройка
Заказан королевской верфи в Вулвиче 25 августа 1774 года. Строился Томасом Слейдом по несколько изменённому проекту Arrogant. Исходно планировался как копия HMS Alexander. Заложен 26 августа 1776, спущен на воду 30 июня 1779.

## Служба

### Американская война за независимость
Edgar был спущен на воду в разгаре Американской войны за независимость. Вступил в строй в мае 1779 года, капитан Джон Эллиот (англ. John Elliot).
16 января 1780 года состоялся его первый бой при мысе Сент-Винсент в составе флота адмирала сэра Джорджа Родни. После двухчасовой погони, Edgar был среди первых, завязавших бой с численно уступающими испанцами.
В ноябре 1781 года Адмиралтейство получило сведения, что большой конвой готовится к выходу из Бреста под командованием адмирала графа де Гишена. Конвой доставлял снабжение в Вест-Индию и французскому флоту в Ост-Индии. Edgar был в составе эскадры адмирала Ричарда Кемпенфельта из 18 кораблей (11 из них 64-пушечные или выше), которую тот возглавлял на HMS Victory. Кемпенфельту было приказано перехватить конвой, что он и сделал во второй половине дня 12 декабря в Бискайском заливе, примерно в 150 милях к юго-западу от острова Уэссан. Французское охранение было с подветра, и Кемпенфельт немедленно атаковал, захватив 15 транспортов до наступления темноты. Остальные рассеялись, большинство вернулись в Брест; только пять транспортов достигли Вест-Индии.
Его второй крупный бой произошел 20 октября 1782, в составе флота адмирала Ричарда Хау из 34 линейных кораблей при мысе Спартель. Британский флот столкнулся с комбинированным франко-испанским флотом из 46 линейных кораблей под командованием адмирала Луиса де Кордова и Кордова. После перестрелки адмирал Хау приказал отступить.
Edgar провел остаток войны в составе Флота Канала под командованием адмирала Джорджа Дарби.

### Служба в Канале
1787 — капитан Чарльз Томсон (англ. Charles Thompson), рейдовый корабль в Портсмутской гавани.
Следующей весной — флагман контр-адмирала Джона Ливсона Гауэра (англ. John Leveson Gower), командующего патрульным флотом. Крейсировал к западу от о-вов Силли и у побережья Ирландии в течение двух месяцев, затем вернулся в Портсмут, служил как брандвахта.
В январе 1790 года команда была рассчитана и корабль выведен в резерв, затем повторно введен в строй, капитан Энтони Моллой (англ. Anthony Molloy).

### Революционные войны
1793 — капитан Берти (англ. Berthie). Входил в эскадру адмирала Джона Джелла, захватившую у французов испанский корабль San-Iago с золотом из Нового Света. Вместе с ним приз в порт привели HMS St George, HMS Egmont, HMS Ganges и HMS Phaeton. В Адмиралтейском суде возникли неясности относительно законного владельца, и только 4 февраля 1795 года San-Iago был окончательно приговорен как приз, и оценен вместе с грузом в £935 000.
1794 — капитан сэр Чарльз Генри Ноулз (англ. Charles Henry Knowles).
1796 — капитан Мак Дугал (англ. M’Dougall), с июня 1796.
1799 — капитан E. Буллер (англ. Buller), с ноября 1799.
1800 — под флагом адмирала сэра А. Гарднера (англ.  А. Gardner) у Бреста. Должен был покинуть эскадру 18 февраля, из-за треснувшей грот-мачты. Вернулся в Плимут 23-го для ремонта. Перешел в Коусэнд-бэй (англ. Cawsand Bay) 29 апреля и вместе с HMS Dragon вернулся к Флоту Канала 13 мая.
Edgar вернулся в Плимут 9 ноября, при ураганном ветре и сильном волнении. Корабли на рейде Кэтуотер (англ. Catwater) обрывали якорные канаты. Корабль вошел в гавань для ремонта 18 ноября.
1801 — капитан Джордж Мюррей (англ. George Murray). В битве при Копенгагене 2 апреля 1801 Edgar был во главе авангарда, когда эскадра вступила в бой с датский линией, состоящей из шести линейных кораблей и одиннадцати плавучих батарей при поддержке береговых батарей.
Потери Edgar: первый лейтенант, Эдмунд Джонсон (англ. Edmund Johnson), лейтенант морской пехоты Бенджамин Спенсер (англ. Benjamin Spencer), двадцать четыре моряка, два морских пехотинца и три солдата 49-го полка, убитыми. Лейтенанты Джошуа Джонсон (англ. Joshua Johnson) и Уильям Голдфинч (англ. William Goldfinch) и господа Гаген (Gahagen), Уимпер (Whimper), Ридж (Ridge), Проктор (Proctor) и Дометт (Domett), мичмана, семьдесят девять моряков, семнадцать морских пехотинцев и восемь солдат 49-го полка, ранеными.

### Наполеоновские войны
1803 — в ремонте в Чатеме.
1805 — капитан Дж. С. Сирл (англ. J. C. Searle), у Текселя. Флагман адмирала лорда Кейта.
1807 — капитан Джексон (англ. Jackson), в Даунс (под флагом лорда Кейта). Позже в том же году капитан Джеймс Мак Намара (англ. M'Namara), у Рошфора.
1808 — тот же капитан, Северное море.

### Бунт
28 марта 1808 года, когда корабль стоял на якоре в Коусэнд бэй, команда собралась на шканцах. Когда лейтенант Кэмпбелл пошел узнать причину, его встретили с криком «Нового капитана и офицеров», и некоторые крикнули «ответ, а не бунт». Лейтенант Кэмпбелл пытался усовестить их раз или два, а затем приказал морской пехоте построиться на шканцах. Он совсем было собирался скомандовать огонь, когда люди разошлись.
Пять человек: Генри Честерфилд (англ. Chesterfield), старший марсовый, Джон Роулендс (англ. John Rowlands), боцманский помощник, а также Джордж Скарр (англ. George Scarr), Абрахам Дэвис (англ. Abraham Davis) и Джозеф Джонстон (англ. Joseph Johnston), были взяты под стражу и закованы в кандалы.
Всех их судили за бунт на борту HMS Salvador Del Mundo в Хамоаз 9 и 11 апреля. Унтер-офицеры (Честерфилд и Роулендс) пытались доказать, что были запуганы угрозами команды, но все были признаны виновными.
Честерфилд был приговорен к 700 плетям прогоном сквозь флот и к одиночному заключению на два года; Роулендс к 300 ударам плетью; Скарр к 500 плетям и одному году, а Дэвис и Джонстон к 200 плетям каждый.

### Балтийское море
1810 — капитан Стивен Пойнц (англ. Stephen Poyntz), Балтика.
В ночь на 7 июля шлюпки с Edgar и Dictator, (командовал первый лейтенант Edgar Томас Олдакр Хьюз, англ. Thomas Oldacres Hewes), захватили три гребных канонерских лодки противника в проливе Бельт.
Так как они были пригодны для службы Его Величества, то были приобретены флотом и приданы кораблям флотилии: Ruby, Edgar и Ganges. Канонерская лодка при Ruby была названа в честь Хьюза HMS Hewes.

## Конец карьеры
В 1811 корабль был разоружен в Чатеме. В 1813 превращен в плавучую тюрьму. В 1815 переименован в Retribution. В этом качестве прослужил до 1835 года, после чего отправлен на слом.